# اگنیو (نبراسکا)
اگنیو (به انگلیسی: Agnew) یک منطقهٔ مسکونی در ایالات متحده آمریکا است که در نبراسکا قرار دارد. اگنیو ۳۸۵٫۸۸ متر بالاتر از سطح دریا واقع شده‌است.